# دنيس شيربان
دنيس شيربان (بالرومانية: Dennis Șerban)‏ هو لاعب كرة قدم روماني في مركز الوسط، ولد في 5 يناير 1976 في بوخارست في رومانيا. شارك مع منتخب رومانيا لكرة القدم. أما مع النوادي، فقد لعب مع بوليديبورتيفو إيخيذو ودينامو بوخارست ورابيد بوخارست وستيوا بوخارست ونادي إلتشي ونادي بترولول بلويشتي ونادي فالنسيا ونادي فياريال ونادي قرطبة ونادي لاريسا.

## وصلات خارجية
- دنيس شيربان على موقع الاتحاد الدولي (مؤرشف)  (الإنجليزية)
- دنيس شيربان على موقع قاعدة بيانات كرة القدم.إي يو (الإنجليزية)
- دنيس شيربان على موقع ناشيونال فوتبول تيمز (الإنجليزية)